# Hans Martens (Fußballspieler)
Hans-Joachim Martens (* 4. Juni 1896 in Homfeld; † 13. Oktober 1980 in Hamburg) war ein deutscher Fußballtorhüter. Mit dem Hamburger SV gewann er 1923 die Deutsche Meisterschaft.

## Karriere
Der mindestens zwei Meter große Torwart-Hüne schloss sich zur Runde 1920/21 dem Hamburger SV in der Norddeutschen Liga (Nordkreis) an. Zuvor hatte er für den Rothenburgsorter FK das Tor gehütet und in der Saison 1919/20 mit dem FK den elften Platz in der Hamburger Liga belegt. Neben Martens kamen auch noch Ludwig Breuel, Walter Kolzen, Gustav Schmerbach, Karl Ernst, Hans Krohn und aus der eigenen Jugend Walter Brauer und Hans Rave neu zur Ligamannschaft des HSV. Der neue Torhüter absolvierte alle 18 Spiele in der Liga und stand mit seinem neuen Verein souverän mit 34:2 Punkten vor Holstein Kiel und dem VfL Altona auf dem 1. Rang. Er hütete auch in den zwei Spielen um die norddeutsche Meisterschaft im April 1921 gegen den Südkreismeister Hannover 96 das Gehäuse des erfolgreichen HSV (3:1/8:0). Am 22. Mai konnte er aber auch nicht die 1:2-Niederlage nach Verlängerung gegen den Duisburger SpV in der Endrunde um die deutsche Meisterschaft verhindern. Bis Ende März hatte er die Trainingsarbeit von A. W. Turner, ab April 1921 die von Richard Girulatis erlebt.
Mit den Neuzugängen Asbjørn Halvorsen und Albert Beier ging es 1921/22 für Martens in die zweite HSV-Runde. Von 14 Spielen im Alsterkreis der Norddeutschen Liga absolvierte er elf. Überraschenderweise belegte die HSV-Mannschaft mit den Trainern Gerulatis (bis Jahresende 1921), Lajos Bányai (Januar bis April 1922) und anschließend A.W. Turner hinter St. Georg 1816 und Victoria Hamburg nur den dritten Rang. Startberechtigt als Titelverteidiger lief der HSV in den Spielen um die norddeutsche Meisterschaft im April/Mai 1922 zu großer Form auf. Martens war in den fünf Partien gegen Arminia Hannover, St. Georg, Lübecker BV, ABTS Bremen und Holstein Kiel der Rückhalt der Defensive und der HSV gewann die Meisterschaft vor Holstein Kiel und dem Eimsbütteler TV (beim 1:0 gegen den ETV hatte Ersatztorhüter Walter Brauer im Tor gestanden). Die Endrunde um die deutsche Meisterschaft eröffnete der norddeutsche Meister am 21. Mai mit einem 5:0-Heimsieg gegen Titania Stettin. Im Halbfinale folgte am 4. Juni in Frankfurt am Main ein 4:0-Sieg gegen den Süddeutschen Meister FC Wacker München. Dabei zeichnete sich die HSV-Defensive gegen die leistungsstarken Wacker-Angreifer Alfréd Schaffer, Fritz Nebauer und Heinrich Altvater aus. „90 Minuten lang berannten die ‚Blausterne‘ das von Hans Martens bestens gehütete HSV-Tor“, notierte Hardy Grüne in der Dokumentation „Vom Kronprinzen bis zur Bundesliga“. Das Finale fand am 18. Juni 1922 in Berlin vor 30.000 Zuschauern im Grunewald-Stadion gegen den 1. FC Nürnberg statt. Mit den Internationalen Heinrich Stuhlfauth, Gustav Bark, Anton Kugler, Carl Riegel, Wolfgang Strobel, Luitpold Popp, Heinrich Träg und Hans Sutor ging der Deutsche Meister der Jahre 1920 und 1921 als Favorit in das von Schiedsrichter Peco Bauwens geleitete Endspiel.
In einer über dreistündigen Schlacht um den Titel lieferten sich die beiden Kontrahenten eine packende und erbitterte Auseinandersetzung, die voller Haken und Ösen gewesen war, die nach 189 Minuten ergebnislos abgebrochen werden musste, weil die Sichtverhältnisse zu schlecht geworden waren. Erst vier Minuten vor Ende der regulären Spielzeit erzielte der HSV das 2:2-Remis, das schließlich die schier „unendliche“ Verlängerung brachte. Das zweite Finalspiel fand am 6. August 1922 vor 55.000 Zuschauern in Leipzig statt. Es wurde nach 105 gespielten Minuten beim Stand von 1:1 in der Halbzeit der Verlängerung abgebrochen, da der „Club“ nur noch über sieben Spieler verfügte. Obwohl der HSV im November 1922 auf dem DFB-Bundestag in Jena mit 53:35 Delegiertenstimmen zum Deutschen Meister gekürt wurde, verzichtete der Verein auf den Titel, womit für 1922 kein Meister geführt wird.

Die Victoria – Wanderpokal für den Deutschen Fußballmeister von 1903 bis 1944 – gewann der Hamburger SV erstmals 1923 und 1928 erneut.

Mit dem schwedischen Spieler Otto Carlsson, er war durch seine kaufmännischen Ambitionen in Lübeck gelandet, in der Läuferreihe verstärkt, setzten sich die Rothosen des HSV in der Saison 1922/23 souverän in der Hamburger Alsterkreisliga durch. Martens absolvierte 12 von 14 Ligaspielen und Torjäger Otto Harder erzielte in 13 Einsätzen 36 Tore. Im Endspiel um die norddeutsche Meisterschaft am 29. April gegen Holstein Kiel war Martens einer der Garanten des 2:0-Erfolges der Mannschaft von Trainer A. W. Turner. In der Endrunde um die deutsche Meisterschaft schaffte die HSV-Elf nach Erfolgen gegen Guts Muts Dresden und den VfB Königsberg in Folge den erneuten Einzug in das Finale. Im Halbfinale tat sich die HSV-Offensive insbesondere gegen die Torhüterkunst von Paul Gehlhaar schwer, erst in der 89. Spielminute wurde das Spiel mit 3:2 Toren entschieden. Die gleichzeitige 1:2-Niederlage des Süddeutschen Meisters, der SpVgg Fürth, in Halle gegen Union Oberschöneweide war wegen der Ansammlung von Nationalspielern – Theodor Lohrmann, Josef Müller, Georg Wellhöfer, Hans Hagen, Karl Höger, Andreas Franz, Leonhard Seiderer, Willi Ascherl, Karl Auer – in Reihen der Ronhof-Elf, dagegen eine Sensation. Am 10. Juni 1923 setzte sich die HSV-Mannschaft mit Torhüter Hans Martens vor 64.000 Zuschauern im Grunewald-Stadion in Berlin mit 3:0 Toren durch und holte damit die erste deutsche Fußballmeisterschaft nach Hamburg.
In seiner vierten Runde beim HSV, 1923/24, folgte wiederum die obligatorische Meisterschaft im Alsterkreis vor Victoria und dem ETV. Auch die norddeutsche Meisterschaft wurde souverän mit 7:1 Punkten gegen die Konkurrenz Eintracht Braunschweig, Union 03 Altona, Holstein Kiel und VfB Komet Bremen gewonnen. Zwei Gegentore brachten die gegnerischen Angreifer gegen den HSV-Torhüter dabei zustande. In die Endrunde um die deutsche Meisterschaft startete der Titelverteidiger mit einem 3:0-Auswärtssieg gegen die Breslauer Sportfreunde. Im Halbfinale setzte sich die Elf von Trainer Rudolf Agte am 25. Mai mit einem 1:0-Sieg gegen die SpVgg 1899 Leipzig durch und stand damit zum dritten Mal in Folge im Endspiel um die deutsche Meisterschaft. Das Finale fand am 9. Juni in Berlin gegen den Süddeutschen Meister 1. FC Nürnberg statt. Der „Club“ verfügte mit Strobel, Wieder, Hochgesang, Träg, Sutor und Popp über die wohl beste Sturmreihe des Landes und entschied mit Treffern von Hochgesang und Strobel verdient mit 2:0 Toren das Endspiel.
Während der Saison 1924/25 – er hatte noch die drei Meisterschaftsspiele gegen SVgg Polizei (8:1), Concordia Wandsbek (16:1) und Eimsbütteler TV (5:1) im August und September 1924 absolviert – brach Hans Martens seine Zelte beim Hamburger SV ab und schloss sich dem TV Rothenburgsort (Handball) an. Walter Brauer löste ihn während der Runde ab, in der Saison 1925/26 wurde Wilhelm Blunk der neue Stammtorhüter des HSV.
Hans Martens fand seine letzte Ruhestätte auf dem Friedhof Ohlsdorf. Sie liegt im Planquadrat J 11, nordwestlich von Kapelle 4. 